# カケル×カケル
カケル×カケルは、Run Girls, Run!のデビュー曲である。テレビアニメ『Wake Up, Girls! 新章』第13話（最終話）の挿入歌として使用され、2018年3月28日にDIVE II entertainmentから発売されたベストアルバム『Wake Up, Best!3』に収録された。

## 概要
2017年に結成されたRun Girls, Run!のデビュー曲。2017年9月24日に開催された初の単独イベント『Run Girls, Run! ショーケースイベント 位置についてよーいドン! Vol.1』のステージにて初披露。2017年10月28日にANiUTaにて先行配信され、『Wake Up, Girls!』のベストアルバム『Wake Up, Best!3』に収録。

## 解説

### 発表からリリースまで
2017年7月30日に「ワンダーフェスティバル 2017[夏]」内のステージにて「『Wake Up, Girls! 新章』新キャスト&新キャラクター発表会」が開催され、「avex×81produce Wake Up, Girls! AUDITION（第3回アニソン・ヴォーカルオーディション）」の合格者3名が発表された。この発表会にて合格者はRun Girls, Run!という作中のアイドルグループのメンバーの声優としてアニメ作品に登場し、また、現実においても同名の声優ユニットを結成してアーティスト活動をすることが公開された。このステージの壇上にて、神前暁がRun Girls, Run!のデビュー曲を制作すると公表した。
2017年9月24日にLIVE labo YOYOGIにてRun Girls, Run!の初の単独イベント『Run Girls, Run! ショーケースイベント 位置についてよーいドン! Vol.1』が開催されたが、1部（昼公演）にて『カケル×カケル』は初披露された。また、YouTubeでの試聴動画も公開された。
2017年10月28日にはAKIBAカルチャーズ劇場にて2回目のショーケースイベントが開催されたが、その日の夜にはアニメソング専門の音楽定額配信サービスであるANiUTaにてフルバージョンの先行配信もスタートした。
3回目のショーケースイベントの開催日だった2017年11月25日に『スライドライド』がデビューシングルとなることが発表されたため、この曲がデビューシングルとして発売されることはなくなった。その後、2017年12月10日に『Wake Up, Girls!』のベストアルバム『Wake Up, Best!3』に『カケル×カケル』が収録されると発表、2018年1月7日深夜のテレビ東京を皮切りに放送されたテレビアニメ『Wake Up, Girls! 新章』の最終回にて作中のユニットRun Girls, Run!の歌う曲として使用された。

### 曲について
『カケル×カケル』は「憧れていた世界に進むために周囲よりも一足先に故郷を離れ、3人で一丸となって走り出していく」といった内容の歌詞であるが、Run Girls, Run!のメンバーは3人とも東京以外の出身で、3人組の声優ユニットとしてデビューするために上京してきた、という境遇に重なっている。『Wake Up, Girls! 新章』作中のRun Girls, Run!は、憧れの対象としてのI-1 clubやWake Up, Girls!といった作中のアイドルに近づいたことなどがきっかけで自分達自身もアイドルになることを夢にみるようになり、故郷の仙台において3人でデビューしている。

## エピソード

### Wake Up, Girls!メンバーによるカバー
「地方から目標のために上京してデビュー」といった境遇はテレビアニメ作中と現実の両方においてRun Girls, Run!にとって先輩であり、かつ、ライバルであるユニット「Wake Up, Girls!」の多くのメンバーにも共通する。特に、声優ユニット Wake Up, Girls! メンバーの青山吉能、吉岡茉祐、山下七海の3人はいずれも西日本出身で、この歌詞で描かれている状況を経験している。また、青山吉能はRun Girls, Run!の森嶋優花と同様にユニットのリーダー、吉岡茉祐は林鼓子と同じくセンター、山下七海は厚木那奈美と名前が「ななみ」で同じ、という共通点もある。そのような経緯もあってWake Up, Girls!の解散前の最後のツアーの熊本公演にて、熊本出身の青山吉能の提案により、この3人の非公式ユニット「チーム西日本」は『カケル×カケル』をカバーした。
このWake Up, Girls!の3人とRun Girls, Run!のメンバーは『Run Girls, Radio!!』の公開収録や、『Run Girls, Run!のオールナイトニッポンi』の公開録音において改めて対面し、このカバーについての話題も登場した。

### 東北での歌唱
この曲は『Wake Up, Girls! 新章』という東北の仙台を舞台にした作品の挿入歌であるということもあり、2019年3月に声優ユニットのWake Up, Girls!が解散した後も、Run Girls, Run!が令和になって初めてのライブを披露するために東北の福島でのイベントに参加した時にこの曲を意識的にセットリストに組み入れている。